# Deutsche Poolbillard-Meisterschaft 1983 (Damen)
Die Deutsche Poolbillard-Meisterschaft 1983 war die dritte Austragung zur Ermittlung der nationalen Meistertitel der Damen in der Billardvariante Poolbillard. Sie wurde in Alsdorf ausgetragen.
Es wurden die Deutschen Meisterinnen in den Disziplinen 14/1 endlos, 8-Ball und 8-Ball-Pokal ermittelt.

## Medaillengewinner
| Disziplin    | Gold                             | Silber                         | Bronze                           | 4. Platz                              |
| ------------ | -------------------------------- | ------------------------------ | -------------------------------- | ------------------------------------- |
| 14/1 endlos  | Franziska Stark (1. Kölner PBSC) | Klara Lensing (PBC Kelze Ente) | Sylvia Buschhüter (PBC Lürrip)   | Ursula Koschel (Rot-Gelb Porz)        |
| 8-Ball       | Ursula Koschel (Rot-Gelb Porz)   | Sylvia Buschhüter (PBC Lürrip) | Klara Lensing (BC Kelze Ente)    | Sabrina Hoyer (PBC Adler Berlin)      |
| 8-Ball-Pokal | Klara Lensing (PBC Kelze Ente)   | Margit Schlosser (PBC Hohl)    | Franziska Stark (1. Kölner PBSC) | Gabriele Kollmann (Knickers Iserlohn) |